# Pseudoblothrus strinatii
Pseudoblothrus strinatii är en spindeldjursart som beskrevs av Max Vachon 1954. Pseudoblothrus strinatii ingår i släktet Pseudoblothrus och familjen spinnklokrypare. Inga underarter finns listade i Catalogue of Life.